# Mycetophila favonica
Mycetophila favonica är en tvåvingeart som beskrevs av Chandler 1993. Mycetophila favonica ingår i släktet Mycetophila och familjen svampmyggor.
Artens utbredningsområde är Kalifornien. Inga underarter finns listade i Catalogue of Life.